# Мяковщина
Мяковщина — деревня в Гдовском районе Псковской области России. Входит в состав Добручинской волости Гдовского района.
Расположена в 20 км к северу от Гдова и в 10 км к северо-западу от волостного центра, деревни Добручи. В 1 км к западу — Чудское озеро.

## Население
Численность населения деревни на 2000 год составляла 1 человек, по переписи 2002 года — 14 человек.